# Nadleśnictwo Rymanów
Nadleśnictwo Rymanów – jednostka organizacyjna Lasów Państwowych podległa Regionalnej Dyrekcji Lasów Państwowych w Krośnie. Siedziba Nadleśnictwa znajduje się w Rymanowie w powiecie krośnieńskim, w województwie podkarpackim.
Nadleśnictwo obejmuje część powiatów krośnieńskiego i sanockiego.

## Historia
Nadleśnictwo Rymanów powstało w 1944 lub 1945 i objęło przedwojenne lasy państwowe oraz byłe lasy prywatne znacjonalizowane przez komunistów. Właścicielami tych lasów byli Potoccy, Czartoryscy, biskupstwo przemyskie, uzdrowisko Rymanów Zdrój, spółki chłopskie oraz inni, drobniejsi właściciele.
W 1946 wydzielono Nadleśnictwo Jaśliska (tereny te w większości powróciły do Nadleśnictwa Rymanów w 1973).
W latach 1955–1959 istniał Rejon Lasów Państwowych w Rymanowie.
W 1956 Nadleśnictwo Rymanów zmieniło nazwę na Nadleśnictwo Wołtuszowa. Do pierwotnej nazwy powrócono w 1964. W 1971 przyłączono część zlikwidowanego Nadleśnictwa Wisłok Wielki.

## Ochrona przyrody
Na terenie nadleśnictwa znajdują się trzy rezerwaty przyrody:
- Bukowica
- Kamień nad Jaśliskami
- Źródliska Jasiołki

oraz część Jaśliskiego Parku Krajobrazowego.

## Drzewostany
Typy siedliskowe lasów nadleśnictwa (z ich udziałem procentowym):
- las górski świeży 89,26%
- las wyżynny świeży 4,66%
- las górski wilgotny 3,02%

Gatunki lasotwórcze lasów nadleśnictwa (z ich udziałem procentowym):
- buk 34,67%
- jodła 26,21%
- sosna 17,17%
- modrzew 5,32%
- olsza szara 4,86%
- jesion 3,11%
- świerk 2,89%
- jawor 2,63%
- inne (gatunki stanowiące <1%) 3,14%